# Nisís Strongiló (ö i Grekland, lat 37,43, long 24,98)
Nisís Strongiló är en ö i Grekland.   Den ligger i regionen Sydegeiska öarna, i den sydöstra delen av landet, 130 km sydost om huvudstaden Aten.